# داشوشن
داشوشن (ارمنی: Դաշուշեն) یک منطقهٔ مسکونی در جمهوری آرتساخ است که در استان آسکران واقع شده‌است. داشوشن  ۱۲۰ نفر جمعیت دارد.